# 足立聖弥
足立 聖弥（あだち せいや、1995年6月24日 - ）は、日本の男子水球選手。
2016年リオデジャネイロオリンピックでは、チーム最年少、かつ唯一の大学生選手として出場するが、グループステージで敗退。